# Nico Rosberg
Nico Rosberg, né le 27 juin 1985 à Wiesbaden (Allemagne de l'Ouest), est un pilote automobile de double nationalité finlandaise et allemande, champion du monde de Formule 1 en 2016, qui a grandi à Monaco et qui a couru sous licence allemande. Il est le fils du champion du monde de Formule 1 1982 finlandais Keke Rosberg. Il dispute onze saisons en F1, de 2006 à 2016, et prend 206 départs.
Champion GP2 en 2005, il fait ses débuts en Formule 1 l'année suivante, au sein de l'écurie Williams. Après quatre saisons dans l'équipe britannique pour deux podiums, il rejoint Mercedes en 2010, où il fait d'abord équipe avec Michael Schumacher. Le 5 avril 2012 à l'arrivée du Grand Prix de Chine, il remporte sa première victoire, succédant ainsi à Juan Manuel Fangio en 1955 au volant d'une Flèche d'Argent.
À partir de 2013, il fait équipe avec Lewis Hamilton. L'ère des moteurs V6 turbo hybrides qui s'ouvre en 2014 marque le début d'une période de domination totale de Mercedes, avec qui il remporte 23 victoires et réalise 30 pole positions. Deux fois vice-champion du monde derrière son coéquipier en 2014 et 2015, Rosberg réussit entre la fin de la saison 2015 et le début de la suivante, une série de sept victoires consécutives qui lui permet de rejoindre Alberto Ascari et Michael Schumacher, à deux succès du record de Sebastian Vettel. Le 27 novembre 2016 à Abou Dabi, au terme d'une saison où il s'est imposé neuf fois, a obtenu seize podiums et totalisé 385 points, Nico Rosberg remporte le titre de champion du monde, 34 ans après son père. Sous contrat avec son écurie pour les saisons 2017 et 2018, il décide toutefois de prendre sa retraite sportive le 2 décembre 2016, cinq jours après avoir atteint son rêve d'enfance.

## Biographie
Nico Erik Rosberg naît le 27 juin 1985 à l'hôpital de la Croix-Rouge de Wiesbaden,,,,.
Fils de Keijo Erik Rosberg, dit « Keke » et de sa seconde épouse, Gesine Gleitsmann Dengel, dite « Sina », il est l'unique enfant du couple,,. Son père, natif de Solna, près de Stockholm en Suède, est un pilote automobile finlandais, champion du monde de Formule 1 en 1982. Sa mère, native de Wiesbaden, est une interprète allemande.
Nico Rosberg grandit à Monaco et Ibiza au sein d'une famille aisée,. Il étudie à l'International School of Monaco, comme en témoigne une plaque apposée en son honneur sur le bâtiment de l'école. Il s'intéresse à l'aérodynamique et envisage de suivre des études d'ingénierie à l'Imperial College de Londres. Polyglotte, il parle couramment cinq langues — l'allemand, l'anglais, l'espagnol, le français et l'italien — mais pas le finnois,.
Il a la double nationalité finlandaise et allemande,. Il courra avec une licence finlandaise jusqu'à la fin de sa première saison en Formule 3 Euro Series.

### Les débuts en compétition automobile

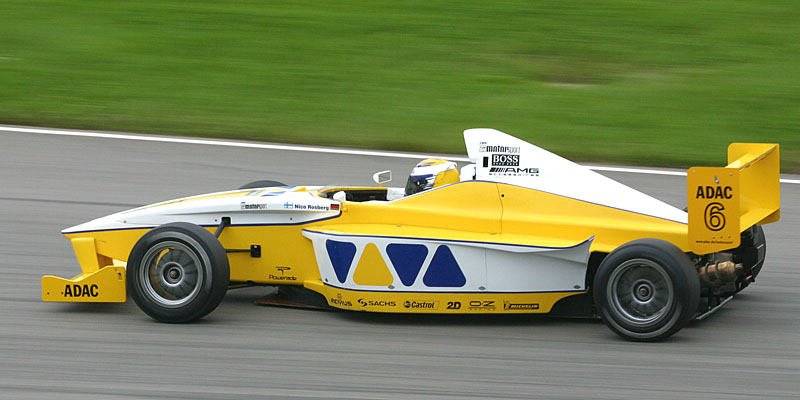
Rosberg en 2002 au volant d'une Formule BMW.

Comme beaucoup de pilotes de Formule 1 actuels, Nico Rosberg découvre le sport automobile en pratiquant très jeune le karting. C'est en France (son père vit à Monaco) qu'il s'initie à cette discipline, en 1996, à l'âge de dix ans, au sein de la Ligue Côte d'Azur minimes, puis en 1997 dans le championnat de France minimes. Pour la saison 1998, Nico progresse dans la hiérarchie des compétitions de karting en disputant le Championnat ICA Junior, en Italie, où il finit troisième, mais aussi aux États-Unis, où il est sacré champion cette même année. Lors de la saison 1999, il réalise à nouveau de bonnes performances dans le championnat italien, qu'il termine à la troisième place et dans le Championnat d'Europe, où il se classe quatrième. En 2000, Nico Rosberg est sacré vice-champion d'Europe de Formula A, derrière Lewis Hamilton.
Une saison très moyenne en 2001 dans le championnat du monde en série super A, qu'il termine à une modeste seizième place, ne l'empêche pas d'obtenir, pour ses débuts en monoplace, un volant pour la saison 2002 en championnat d'Allemagne de Formule BMW, au sein de l'écurie familiale Team Rosberg ; il domine et remporte le championnat avec neuf victoires en vingt courses.
Le 3 décembre 2002,, il fait sensation au volant de la Williams FW24 lors d'essais privés effectués sur le circuit de Catalogne, près de Barcelone,, pour le compte de l'écurie de Grove — avec laquelle son père était devenu champion du monde vingt ans plus tôt — et son motoriste. Seulement âgé de 17 ans, Nico devient le plus jeune pilote à piloter une F1. Il court ensuite en Formule 3 Euro Series en 2003 et 2004, où une trop grande irrégularité l'empêche de s'affirmer comme un prétendant au titre (il ne fait pas mieux que quatrième en 2004), puis accède en 2005 au premier championnat de GP2 Series (discipline qui a remplacé le championnat de Formule 3000). Intégré à l'écurie française ART Grand Prix, Rosberg connait un début de saison laborieux mais s'affirme comme l'homme fort du championnat à partir de l'été. À l'issue d'un final à suspense, il remporte le titre en battant Heikki Kovalainen. Le 22 avril 2005, en marge du Grand Prix de Saint-Marin, Williams annonce le recrutement de Nico comme pilote essayeur. Cinq jours plus tard, le 27 avril, il fait ses premiers tours de pilote essayeur au volant de la FW27 sur le circuit de Silverstone.

### 2006-2009: en Formule 1 chez Williams

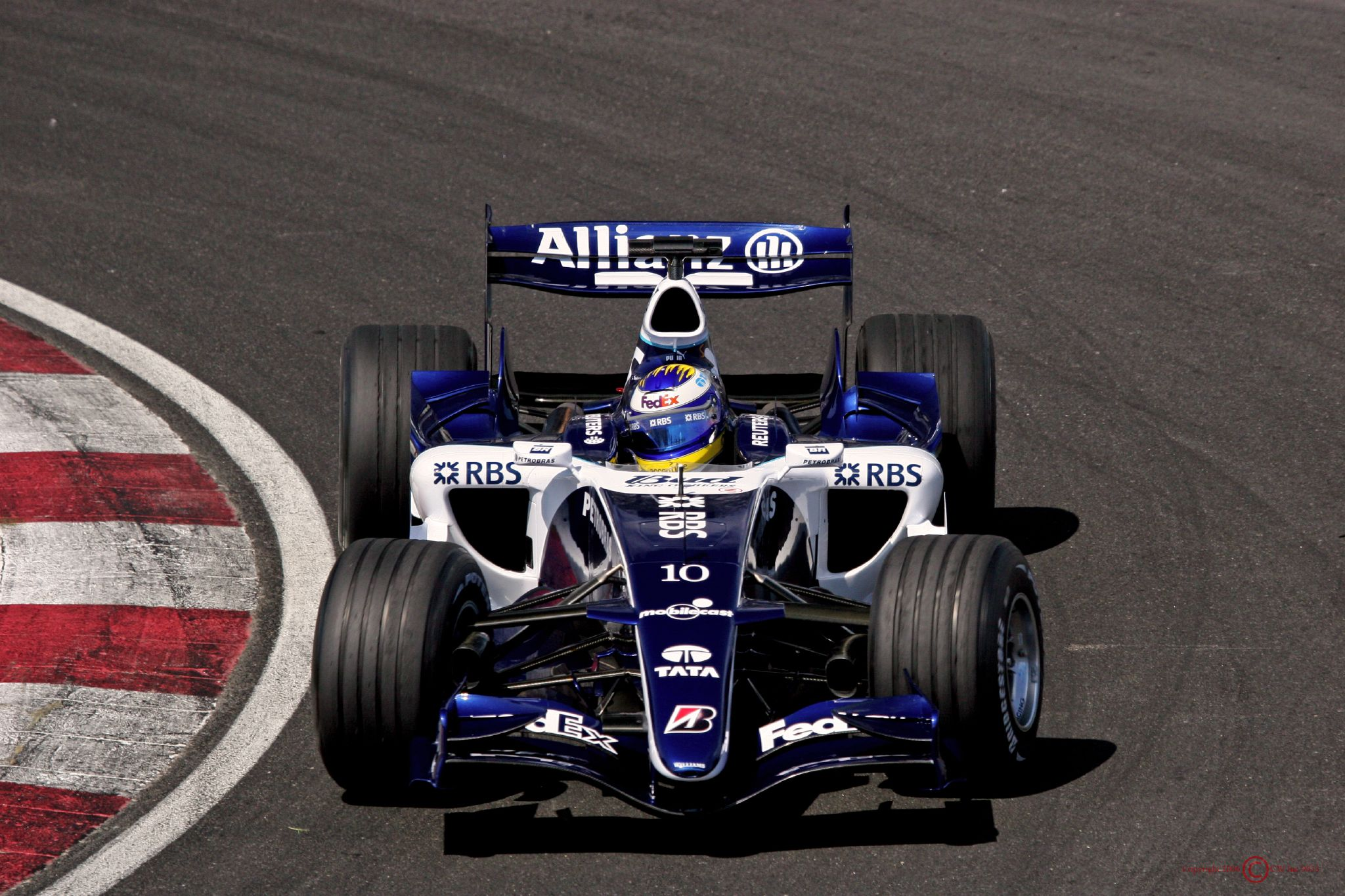
Nico Rosberg lors du Grand Prix du Canada 2006.

Jenson Button signe un contrat de pilote titulaire avec Williams pour 2006. Mais le pilote britannique se ravise : il rachète son contrat afin de s'engager avec Honda Racing F1 Team qui a acheté British American Racing. Antônio Pizzonia — qui a remplacé Nick Heidfeld, blessé, à partir du Grand Prix d'Italie 2005 — n'a pas convaincu Williams. Heidfeld a rejoint BMW Sauber F1 Team. Le 3 novembre 2005,, Williams annonce que Nico Rosberg sera un pilote de l'écurie en 2006. Il fait équipe avec l'Australien Mark Webber.
Le 12 mars 2006, Nico Rosberg réalise des débuts prometteurs en Formule 1 au Grand Prix de Bahreïn. Qualifié sur la douzième place sur la grille, victime d'un accrochage au premier virage, il termine la course dans les points (septième) et réalise le meilleur tour en course, il ravit du même coup à Fernando Alonso le titre de plus jeune pilote à réaliser le meilleur temps en course (record battu en 2016 par Max Verstappen). « Sans cela il aurait terminé sur le podium », déclarait à l'issue de la course le directeur technique de l’écurie Williams, Sam Michael. Dès sa deuxième course dans la catégorie reine du sport automobile, une semaine plus tard, en Malaisie, Nico surprend encore en obtenant une prometteuse troisième place sur la grille de départ mais la casse de son moteur Cosworth l’empêche de terminer la course. Il termine à nouveau dans les points avec la septième place au Grand Prix de Saint-Marin. La suite de la saison est plus difficile : non seulement il subit le manque de fiabilité récurrent et la baisse de performance de sa monture, mais il se montre également régulièrement moins rapide que son expérimenté coéquipier Mark Webber. Il est, de plus, mêlé à quelques incidents de course, comme en Australie, où il s'accroche avec Felipe Massa et Christian Klien, ou au Canada, où il s'accroche avec Juan Pablo Montoya. Il ne voit également pas la fin du premier tour en Allemagne et au Brésil, où il sort de la piste. Il achève sa première saison à la dix-septième place du championnat avec quatre points, derrière Webber, treizième avec sept unités.

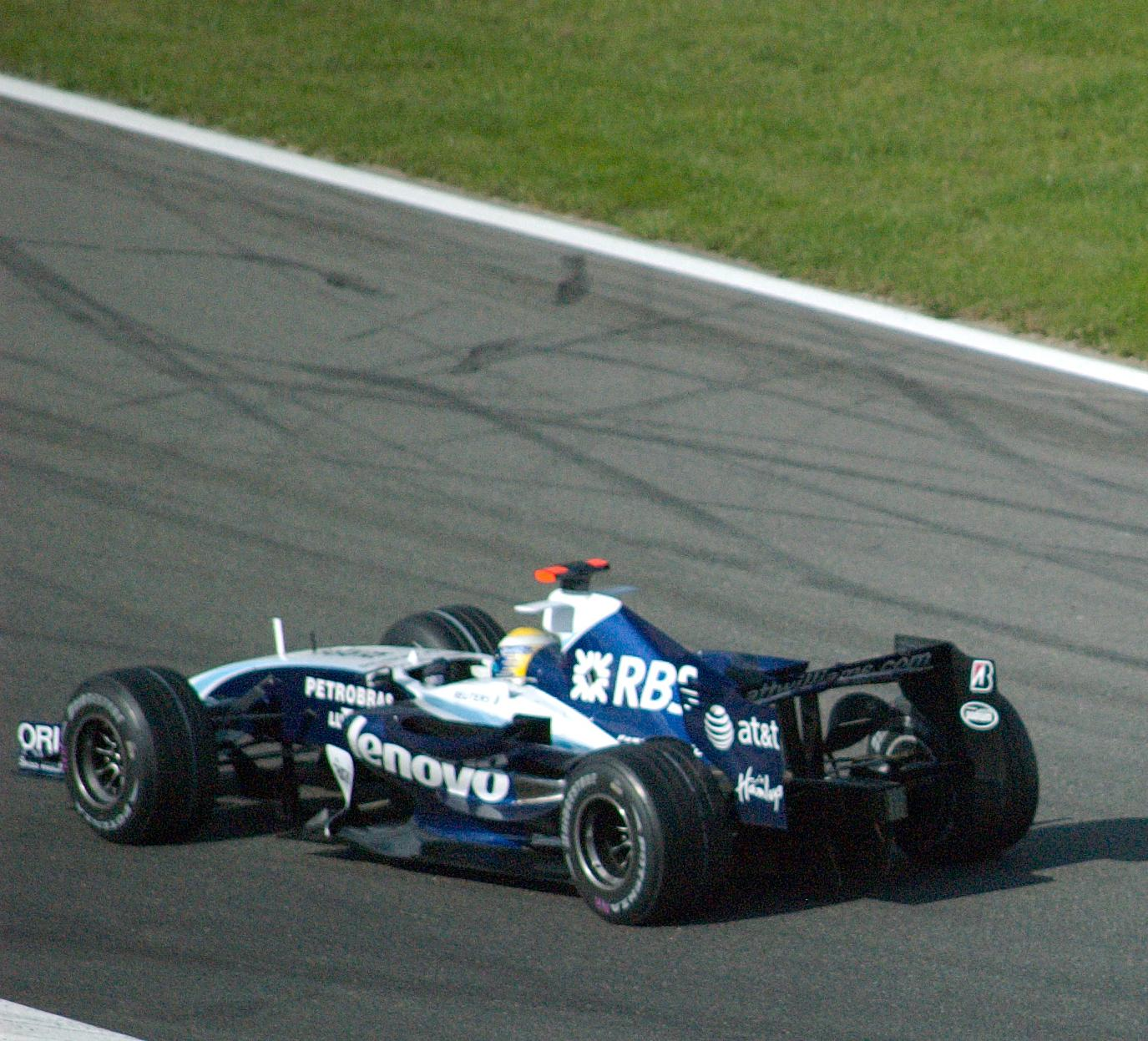
Rosberg au Grand Prix de Belgique 2007.

En 2007, Williams troque son erratique moteur Cosworth pour le coûteux mais fiable bloc Toyota. Si la Williams FW29 n'est pas au niveau des meilleures créations de l'écurie britannique, elle permet à Rosberg de régulièrement se battre pour les points. Il rentre ainsi à sept reprises dans les points, avec comme meilleur résultat une quatrième place en fin de saison lors du Grand Prix du Brésil non sans être sorti vainqueur d'une lutte acharnée avec les pilotes BMW Sauber. Il termine la saison neuvième du championnat avec vingt points. Régulier et combatif en course, Nico Rosberg marque également les esprits par ses prestations en qualifications où il glisse régulièrement sa monture au niveau de voitures considérées comme plus performantes, dominant son équipier Alexander Wurz.
Après une saison d'apprentissage mitigée en 2006, la saison 2007 est donc pour Rosberg celle de la confirmation. Logiquement, ses performances attisent l'intérêt que lui portent des écuries plus huppées. Le jeune allemand est d'ailleurs longuement pressenti pour remplacer Fernando Alonso chez McLaren mais l'équipe Williams, s'appuyant sur son contrat, refuse de céder son pilote dont elle a d'ailleurs prolongé l'engagement jusqu'à la fin 2009.
Avec à ses côtés le japonais Kazuki Nakajima, autre fils d'ancien pilote (Satoru Nakajima), Rosberg commence la saison 2008 en fanfare. Qualifié septième en Australie, il profite de la multitude d'abandons de voitures plus performantes que la sienne pour obtenir son premier podium en terminant troisième.

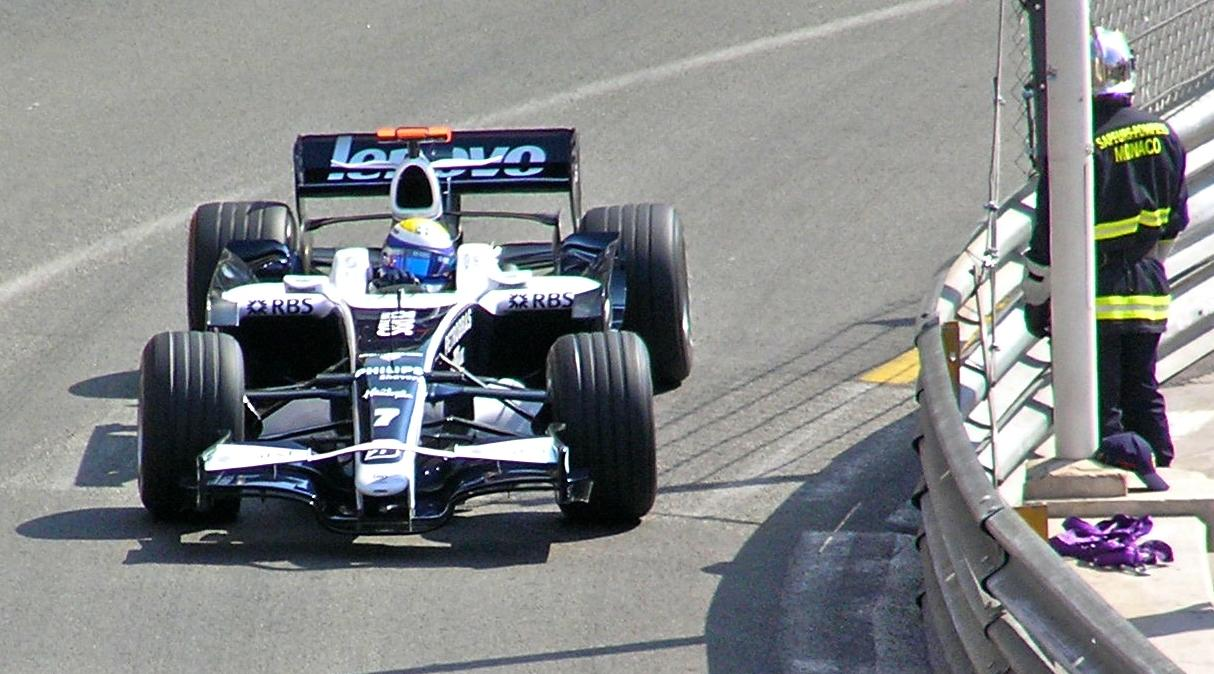
Nico Rosberg au Grand Prix de Monaco 2008.

Les treize Grands Prix suivants sont bien plus compliqués pour l'Allemand, lequel ne parvient pas à obtenir mieux que trois huitièmes places (à Bahreïn, en Turquie et en Europe), et est victime indirecte de l'incompréhension ayant eu lieu entre Kimi Räikkönen et Lewis Hamilton dans la pit-lane au Canada : n'ayant pas vu le feu rouge à la sortie des stands, Hamilton percute la Ferrari arrêtée du Finlandais. Rosberg, alors juste derrière le pilote anglais, ne peut éviter le contact avec la McLaren. Lors du Grand Prix précédent, à Monaco, il percute violemment le rail.
Le Grand Prix de Singapour sourit bien plus au pilote Williams. Qualifié huitième, il parvient à se retrouver en tête pour la première fois de sa carrière, en choisissant de s'arrêter plus tard que ses adversaires et surtout en profitant d'une erreur dans le stand Ferrari (Massa, alors en tête, arrache le tuyau de ravitaillement en essence en repartant trop tôt et doit s'arrêter dans la pit-lane). Rosberg profite de l'intervention de la voiture de sécurité (présente pour évacuer la Renault de Nelsinho Piquet, volontairement crashée par son pilote) pour ravitailler, mais il le fait au moment où la pit-lane n'était pas ouverte et reçoit un stop-and-go. Il termine finalement deuxième derrière Fernando Alonso.
Rosberg achève sa troisième saison à la treizième place avec dix-sept points.

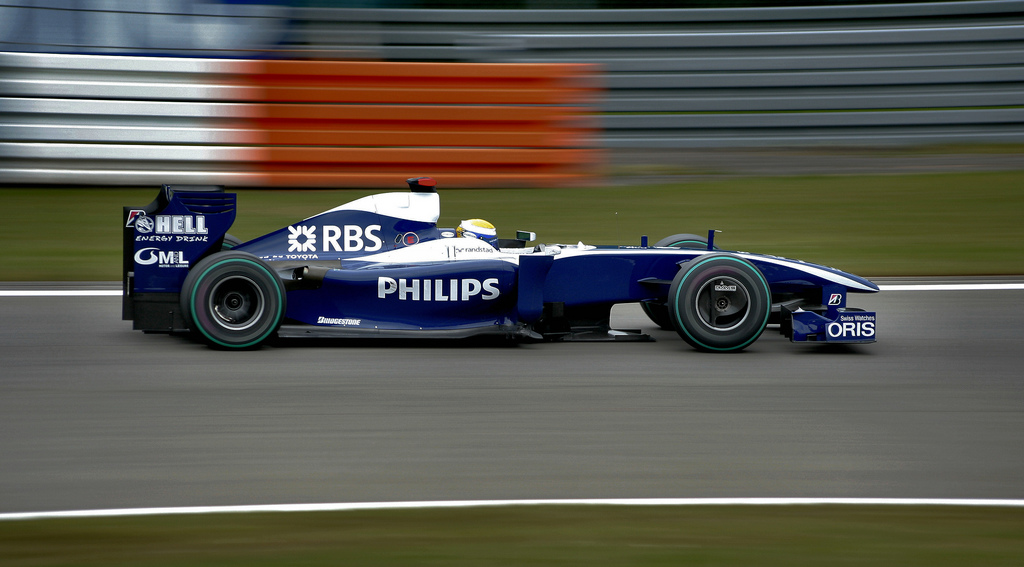
Nico Rosberg au Grand Prix d'Allemagne 2009.

En 2009, le règlement technique change, ce qui profite à certaines écuries qui parviennent à lutter pour la première fois pour les victoires et le titre mondial, mais pas Williams. Cette dernière ne peut que viser les points. Rosberg termine d'abord sixième du premier Grand Prix de la saison, en Australie. En Malaisie, qualifié sixième, il prend un très bon départ et se hisse en tête au premier virage. Il mène jusqu'à son premier arrêt, au seizième tour. La pluie qui commençait à tomber se transforme en violent orage. Ainsi, la course est arrêtée au trente-deuxième passage. Le classement retenu étant celui du tour précédent, il voit Rosberg accrocher le demi-point de la huitième place (les 75 % de la course requis pour avoir totale attribution des points n'ayant pas été atteints).
Hors de la zone des points lors des deux Grand Prix suivants, ce qui le relègue au onzième rang du championnat, Rosberg parvient à terminer huitième en Espagne. Ses performances vont alors progresser : il enchaîne avec une sixième place à Monaco, deux cinquièmes places à Istanbul et Silverstone, deux quatrièmes places en Allemagne et en Hongrie, et une nouvelle cinquième place à Valence. Ces bonnes performances le placent au cinquième rang provisoire du championnat, mais les choses vont ensuite se compliquer.
Sur les six Grands Prix restants, Rosberg n'accroche les points qu'à deux occasions (huitième en Belgique et cinquième au Japon) et connaît même son unique abandon de la saison, le premier depuis vingt-sept Grands Prix, au Brésil, victime d'un problème de boîte de vitesses. Rosberg achève sa saison à la septième place avec trente-quatre points et demi, sa meilleure performance jusqu'alors, dominant nettement Nakajima, qui s'est montré coupable de plusieurs erreurs en piste et n'a inscrit aucun point.

### 2010-2011: arrivée chez Mercedes

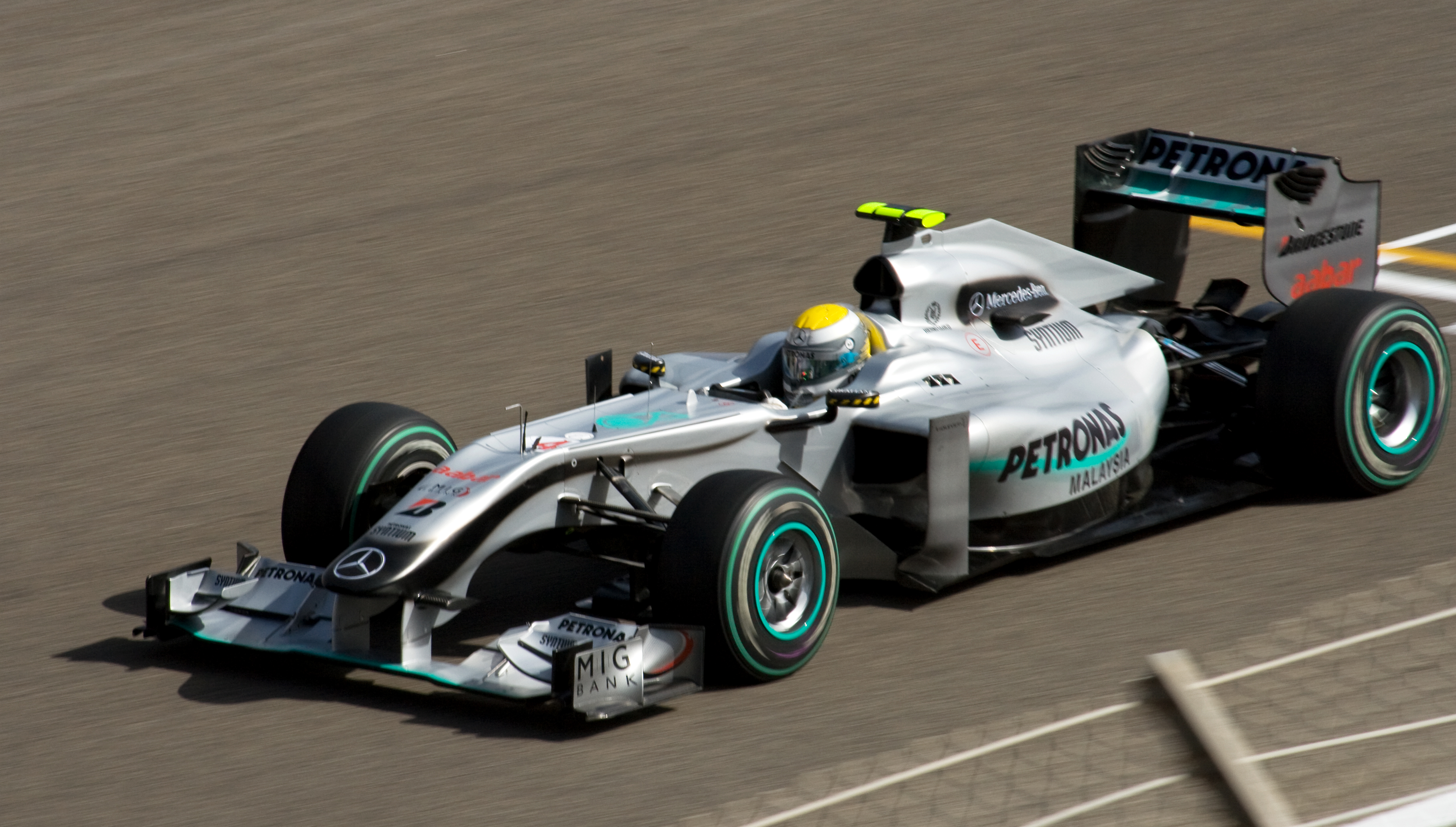
Nico Rosberg au Grand Prix de Bahreïn 2010.

Le 29 octobre 2009,, Nico Rosberg annonce qu'il quitte l'équipe Williams et, le 23 novembre,,, est titularisé par la nouvelle équipe allemande Mercedes Grand Prix qui a racheté l'équipe championne du monde Brawn GP Formula One Team, faisant son retour en Formule 1 en tant qu'écurie après 55 ans d'absence. Il fait équipe avec le septuple champion du monde Michael Schumacher, de retour en Formule 1 après trois saisons d'absence.
Rosberg prend rapidement la mesure d'un équipier au prestige qui n'est plus à rappeler. À Bahreïn, pour l'ouverture de saison, il se qualifie cinquième, devant Schumacher, et termine à la même place le lendemain, juste devant son coéquipier, sixième. Tandis que Schumacher est à la peine sur les courses suivantes, Rosberg confirme sa bonne forme en terminant cinquième en Australie. En Malaisie, il s'élance depuis la première ligne pour la première fois de sa carrière et obtient son premier podium depuis 2008, le premier pour Mercedes depuis 1955, en terminant troisième derrière les Red Bull de Sebastian Vettel et Mark Webber. Il termine à nouveau troisième en Chine derrière les McLaren de Jenson Button et Lewis Hamilton après avoir été mené un temps la course mais perdu la tête en raison d'une sortie de piste. Après quatre Grands Prix, Rosberg a ainsi inscrit cinquante unités et pointe à la deuxième place du championnat à seulement dix points de Button. Hélas pour lui, la Mercedes va rentrer quelque peu dans le rang.
Ainsi, s'il occupe toujours régulièrement les points sur le reste de la saison, il n'obtiendra qu'un seul autre podium, en Grande-Bretagne. Il abandonnera également à trois reprises (perte d'une roue après un arrêt au stand en Hongrie, accident consécutif à un problème mécanique au Japon, et accrochage avec Webber après que celui-ci est parti en tête-à-queue sous la pluie en Corée du Sud).
Au cours de la saison 2010, Rosberg sera donc monté à trois reprises sur le podium, et entré à quinze reprises dans les points en dix-neuf courses. Il se classe septième du championnat du monde avec 142 points, très proche de Felipe Massa et ses 144 unités, et surtout deux places devant son coéquipier Michael Schumacher, qui n'a inscrit que 72 unités et n'a pu faire mieux que quatrième en course.

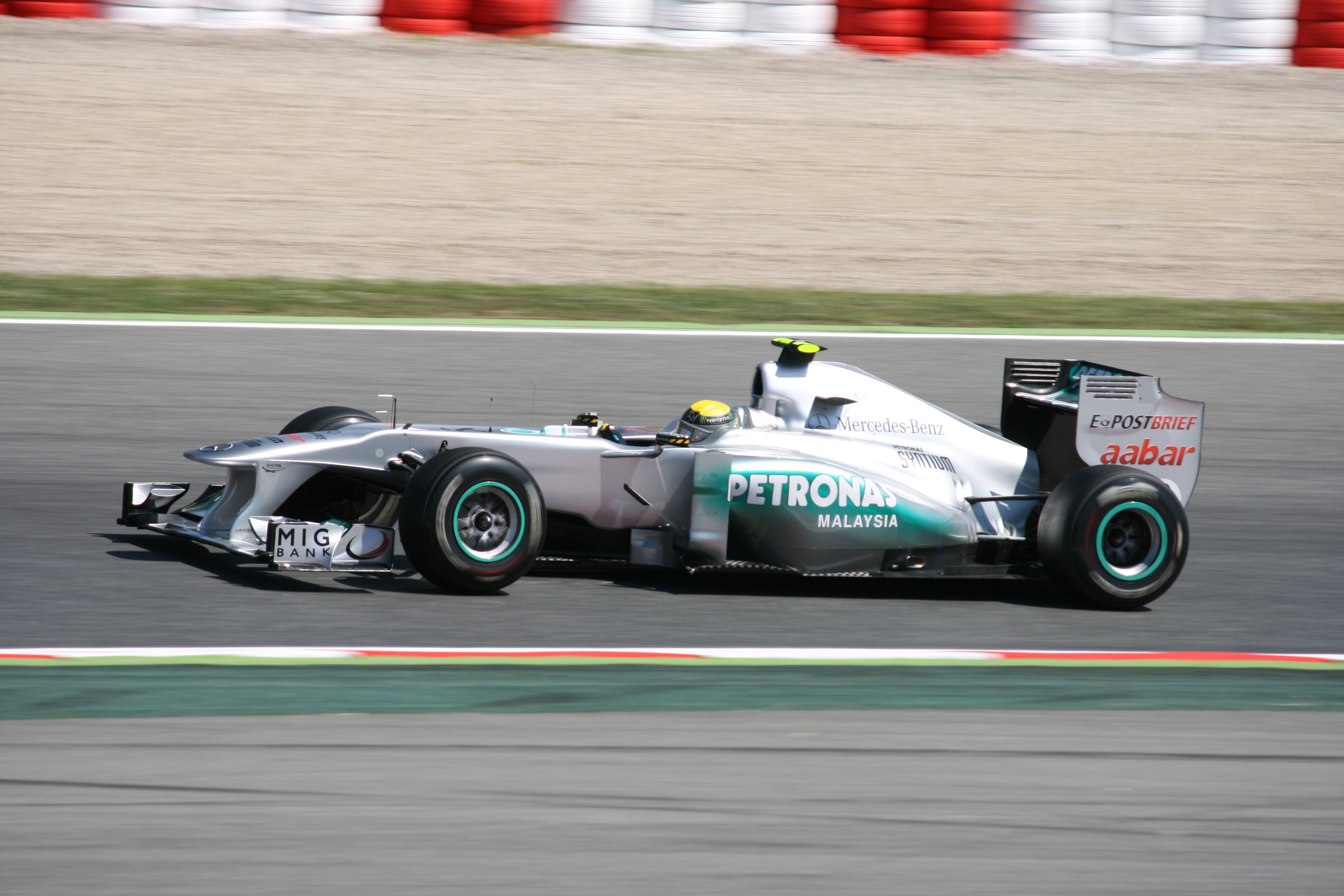
Nico Rosberg au Grand Prix d'Espagne 2011.

L'année suivante, lors du premier Grand Prix de la saison en Australie, il abandonne, comme son équipier, sur un accrochage avec Rubens Barrichello. Il n'inscrit même ses premiers points qu'à l'issue du troisième Grand Prix, en Chine, en terminant cinquième d'une course qu'il mène momentanément. Il finit à nouveau cinquième en Turquie après être troisième, la meilleure performance en qualification des Mercedes cette saison, puis septième en Espagne, onzième à Monaco et au Canada. Après sept épreuves, il n'est ainsi entré dans les points qu'à trois reprises et est dixième du classement avec 26 points, autant que son coéquipier Schumacher, qui se montre un peu plus à son aise. À partir du Grand Prix d'Europe, il termine cinq fois consécutivement dans les points, la dernière au Grand Prix de Belgique, où, parti cinquième, il mène le début de course après avoir pris un très bon départ, sans faire mieux que sixième, puis abandonne en Italie après avoir été pris dans le carambolage du premier tour. Il termine les six dernières courses de la saison dans les points, sans toujours faire mieux que sixième en course et donc sans battre les cinquièmes places de la Chine et de la Turquie, du fait d'une monoplace peu performante, alors que Schumacher l'aura devancé quelques fois en course et aura tenu le podium en fin de course au Canada avant d'être débordé par Button et de finir quatrième, la meilleure performance d'une Mercedes en 2011.
Nico Rosberg termine septième du championnat du monde avec 89 points et devance à nouveau son coéquipier Michael Schumacher, qui réduit toutefois bien l'écart, inscrivant 76 points, et terminant le championnat à la huitième place.

### 2012: première victoire en Formule 1

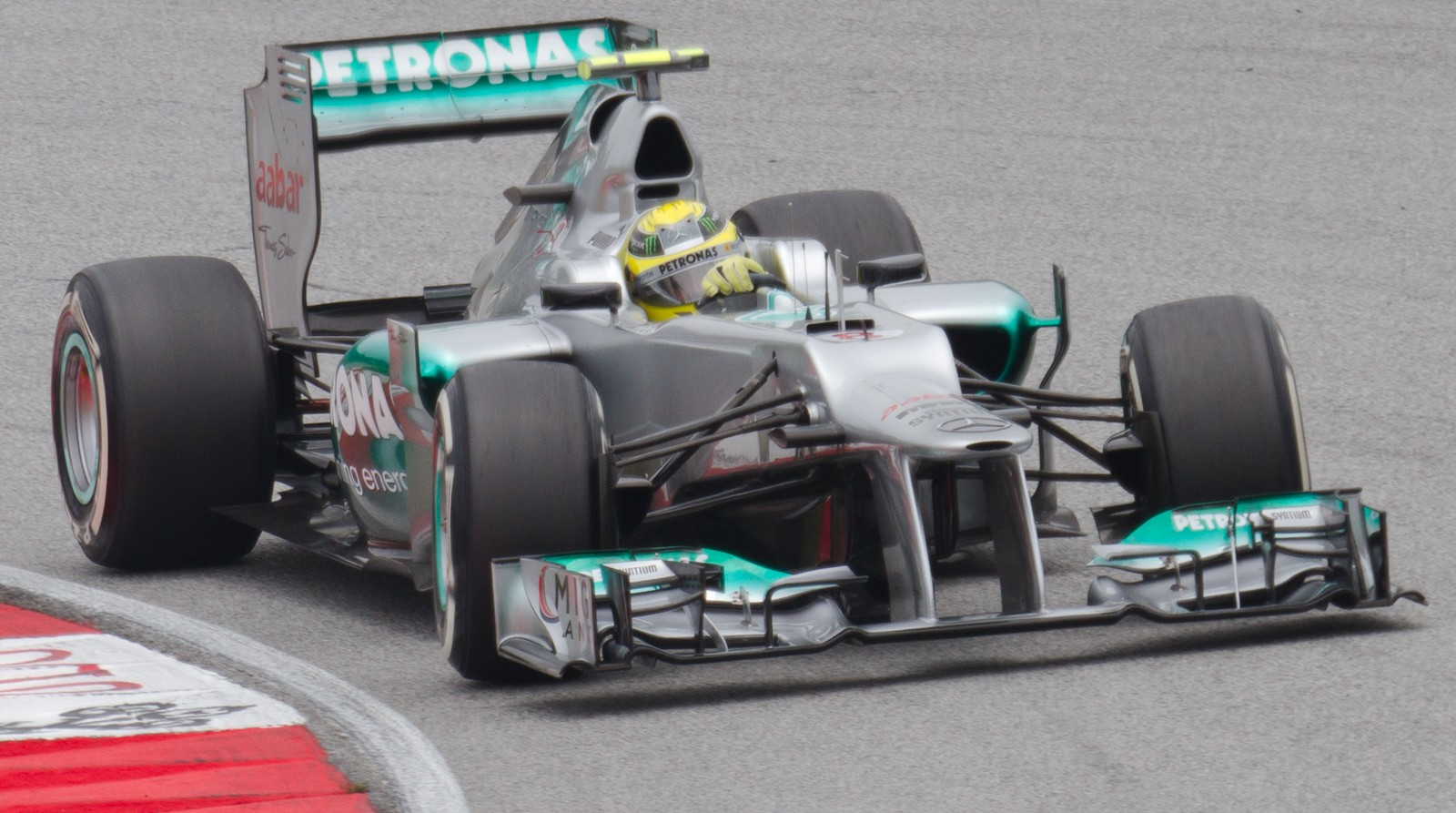
Nico Rosberg lors du Grand Prix de Malaisie 2012.

Il commence la saison 2012 par deux mauvaises performances, se classant douzième en Australie et treizième en Malaisie, n'ayant, comme en 2011, toujours aucun point à ce stade de la saison.
En Chine, il réalise la première pole position de sa carrière après cent onze tentatives, seuls Thierry Boutsen, Jarno Trulli, et Mark Webber ont attendu plus longtemps pour obtenir leur première pole position,,. Le lendemain, Nico Rosberg conserve la tête au premier virage, la mène très longtemps et remporte ainsi sa première victoire et devient le cent-troisième pilote victorieux en Formule 1. C'est la première victoire d'une Mercedes en Formule 1 depuis Juan Manuel Fangio en 1955.  Rosberg devient également le premier pilote allemand à s'imposer en Grand Prix au volant d'une monoplace engagée par un constructeur allemand depuis Hermann Lang, vainqueur du Grand Prix de Suisse 1939, au volant d'une Mercedes-Benz W154. Il est le septième pilote allemand à s'imposer depuis la création de championnat du monde en 1950. Ayant acquis la victoire à l'issue de son 111e Grand Prix, il est seulement devancé par Jenson Button, Jarno Trulli, Rubens Barrichello et Mark Webber au classement des victoires les plus tardives en termes de courses disputées.
Une semaine plus tard, à Bahreïn, il termine cinquième. Il se classe septième au Grand Prix d'Espagne à Barcelone puis deuxième à Monaco, dans les roues du vainqueur Mark Webber. Il enchaîne avec deux sixièmes places au Canada et en Europe et se retrouve cinquième provisoire du championnat après huit courses. La suite de la saison s'avère beaucoup plus difficile et il n'inscrit des points qu'à quatre reprises (dixième en Allemagne et en Hongrie, septième en Italie et cinquième à Singapour) et se retrouve même incapable d'inscrire des points sur les six dernières courses. Il doit de plus abandonner trois fois (au Japon, en Corée du Sud et à Abu Dhabi), à chaque fois sur un accrochage en début de course. Il termine finalement neuvième du championnat avec 93 points, encore une fois devant Michael Schumacher, treizième avec 49 points, mais qui aura connu pas mal de problèmes techniques cette saison.

### 2013: nouvel équipier et montée en puissance

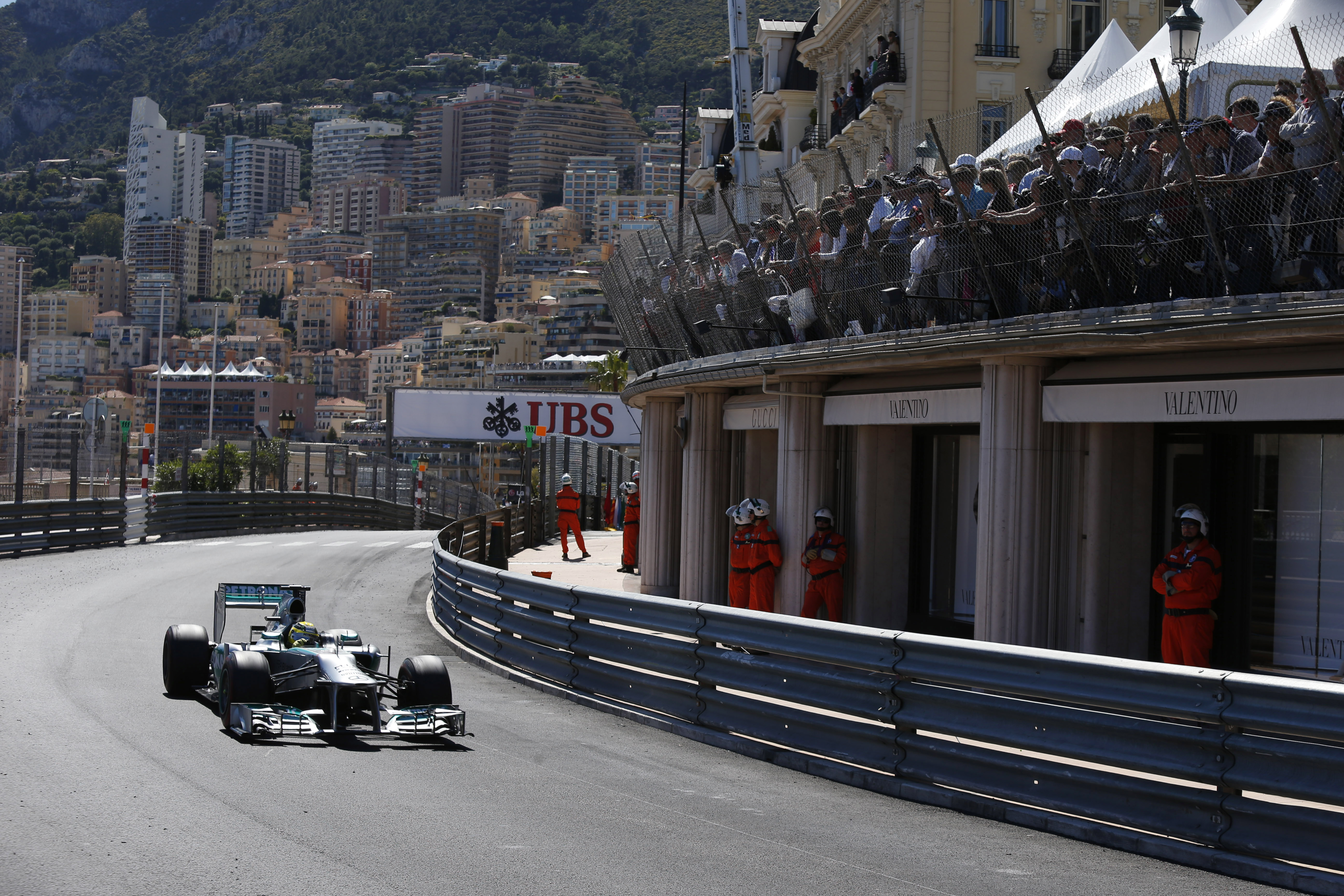
Rosberg en route vers sa première victoire à Monaco en 2013.

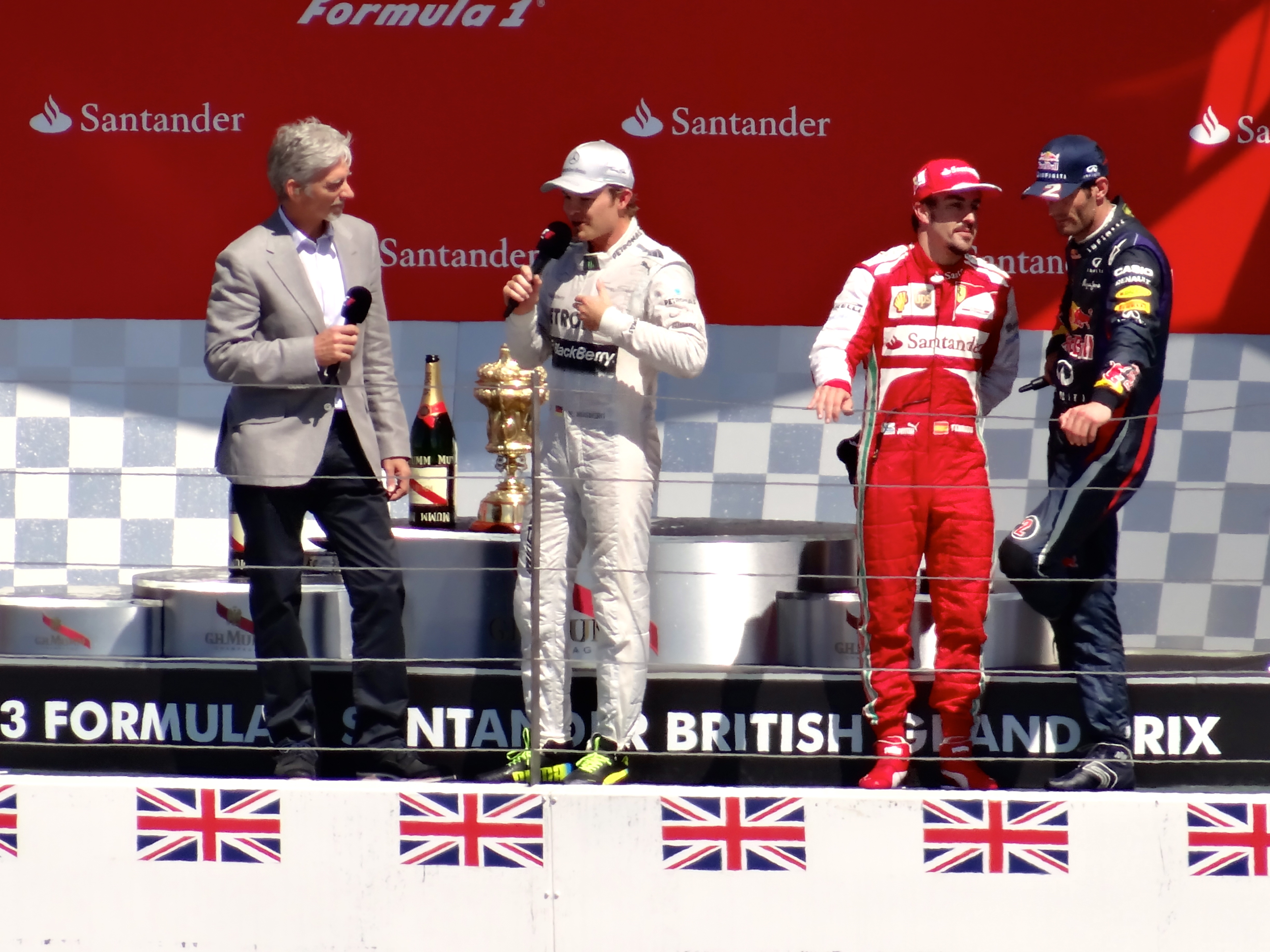
Rosberg sur le podium lors de sa deuxième victoire de la saison en Grande-Bretagne.

En 2013, Nico Rosberg voit l'arrivée d'un nouvel équipier : Lewis Hamilton, qui remplace Michael Schumacher, parti à la retraite.
La saison démarre mal pour Rosberg en Australie. Qualifié sixième, derrière Hamilton, il abandonne au vingt-septième tour sur un problème électrique alors qu'il était sur le podium provisoire. S'ensuivent une quatrième place en Malaisie, obtenue sagement derrière Hamilton après que Mercedes eut demandé aux pilotes de geler les positions, et un nouvel abandon en Chine, sur suspension cassée, au vingt-deuxième tour alors qu'il partait quatrième. À Bahreïn, il signe sa première pole position depuis un an, mène les deux premiers tours, mais ne termine la course qu'en neuvième position à 41 secondes du vainqueur Sebastian Vettel. Après quatre courses, il n'est ainsi que neuvième au championnat avec quatorze points quand Hamilton est troisième avec cinquante.
En Espagne, le son de cloche est presque le même qu'à Bahreïn : Rosberg est en pole, mais il ne termine que sixième, à plus d'une minute de Fernando Alonso.
Les choses s'améliorent à Monaco, où il signe une troisième pole position consécutive, mais gagne le Grand Prix, trente ans après son père Keke Rosberg après avoir fait cavalier seul. Après une cinquième place au Canada, il remporte un Grand Prix de Grande-Bretagne chaotique, marqué par de nombreux déchapages, et par l'abandon du leader Vettel, ce qui lui permet de remonter à la sixième place du championnat du monde. En Allemagne, il s'élance de la onzième place sur la grille puis termine neuvième de son Grand Prix national. Deux semaines plus tard, en Hongrie, quatrième des qualifications, il est percuté dès le premier tour par Felipe Massa et, tandis que son nouvel équipier Lewis Hamilton obtient sa première victoire avec Mercedes, il abandonne sur casse moteur. Après la trêve estivale, l'Allemand, quatrième des qualifications du Grand Prix de Belgique, termine la course à la même place, juste derrière son coéquipier. En Italie, sixième des qualifications, il conserve sa position à l'arrivée de la course.
À Singapour, deuxième sur la grille de départ, il conserve sa place jusqu'à la mi-course où, à cause d'une mauvaise stratégie, il se retrouve en milieu de peloton avant de remonter à la quatrième place finale. Au Grand Prix de Corée du Sud, Rosberg se classe quatrième des qualifications. En course, son aileron avant casse alors qu'il revenait sur son coéquipier, troisième ; malgré un arrêt imprévu pour faire réparer sa monoplace, il se classe septième. Au Japon, sixième des qualifications, il termine huitième après avoir été pénalisé alors que Lewis Hamilton abandonne dès le premier virage. En Inde, il se qualifie en première ligne et, grâce à une stratégie efficace, conserve sa deuxième place à l'arrivée. Il confirme au Grand Prix d'Abou Dabi, où, qualifié troisième, il termine à la même place après avoir résisté à Romain Grosjean en fin de course. Cette série de podiums s’arrête au Grand Prix automobile des États-Unis 2013 où il est éliminé dès la deuxième partie des qualifications. Il part douzième après les pénalisations infligées à Esteban Gutiérrez et Jenson Button et se classe neuvième de l'épreuve. Pour la dernière épreuve de la saison, au Brésil, Rosberg s'élance en première ligne mais ne termine que cinquième.
Nico Rosberg termine sixième du championnat avec 171 points, derrière Hamilton et ses 189, mais il aura réalisé sa meilleure saison jusqu'alors.

### 2014: vice-champion du monde

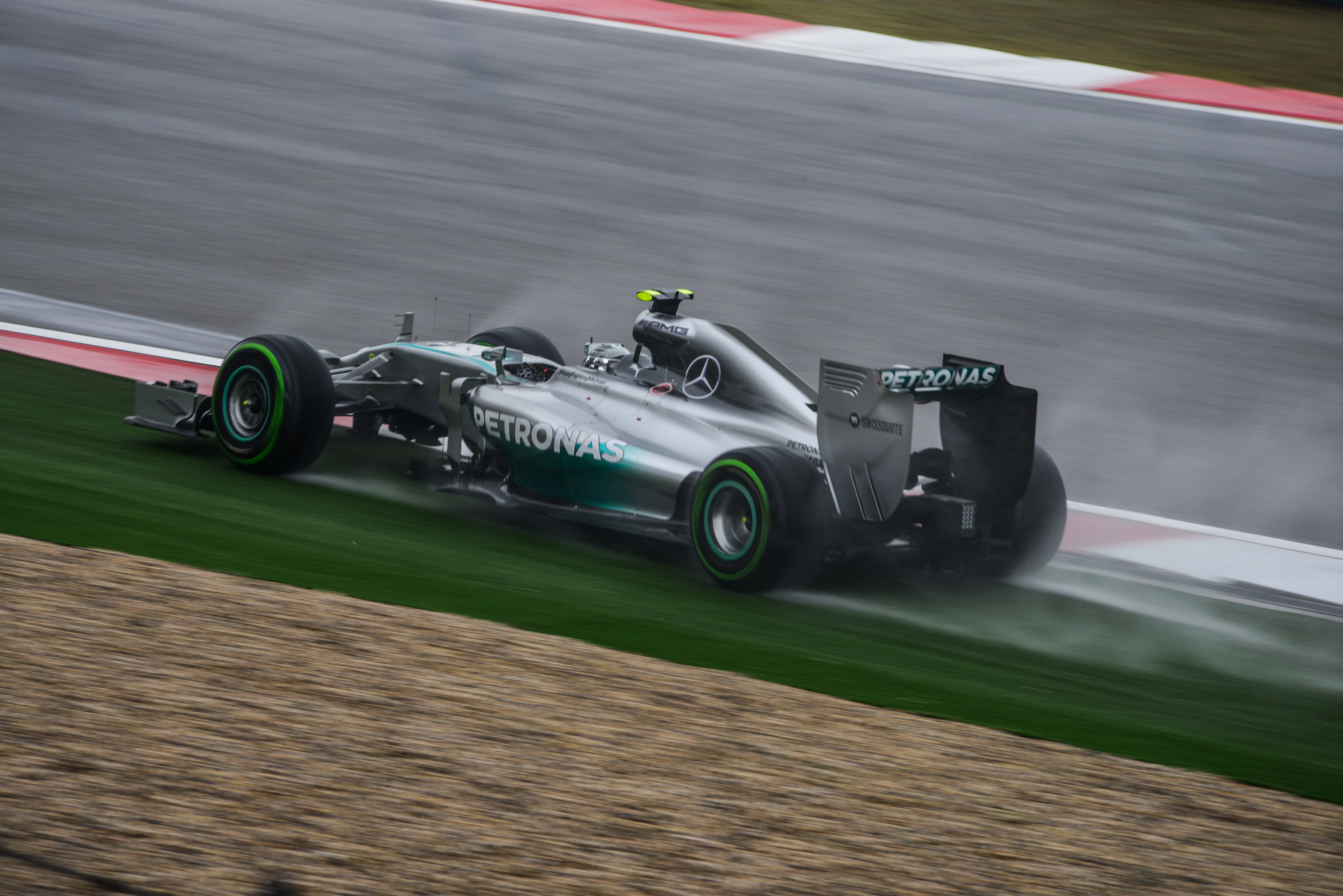
Nico Rosberg lors des qualifications du Grand Prix de Chine 2014.

En 2014, le règlement technique, instaurant notamment l'apparition des moteurs V6 turbocompressés, change, ce dont profite Mercedes pour devenir la première force, nettement devant ses concurrents. 2014 voit également l'instauration des numéros permanents, Nico Rosberg choisit le 6, numéro avec lequel son père a remporté le championnat du monde en 1982.
Nico Rosberg, qualifié en deuxième ligne, remporte le Grand Prix inaugural à Melbourne alors que son coéquipier Lewis Hamilton, auteur de la pole position, abandonne dès les premiers tours de course sur panne mécanique. Il mène ainsi le championnat pour la première fois de sa carrière. Au Grand Prix de Malaisie, il se qualifie en troisième position et termine la course deuxième, derrière son équipier, ce qui lui permet de conserver la tête du championnat du monde. À Bahreïn, il obtient la cinquième pole position de sa carrière et égale son père. Il finit la course deuxième après une passe d'armes dans les ultimes tours avec son équipier. En Chine et en Espagne, il termine à nouveau deuxième derrière Lewis Hamilton, lequel lui ravit la tête du championnat à l'occasion de la manche espagnole. Rosberg réalise la pole position à Monaco, non sans une petite polémique : dans son dernier tour rapide, Rosberg tire tout droit à Mirabeau tandis qu'il détenait le meilleur chrono. Les drapeaux jaunes sont agités, ce qui empêche Hamilton, alors deuxième, d'améliorer son temps. Les commissaires jugent toutefois que Rosberg a commis une simple erreur, et l'Allemand conserve la pole position devant Hamilton. Le lendemain, il s'impose pour la deuxième année consécutive sur ce tracé ; cette victoire lui permet de reprendre la tête du championnat.
Au Grand Prix du Canada, auteur de la pole position, il se détache du reste du peloton mais, après son second changement de pneus, sa monoplace est victime d'un problème d'ERS qui limite la puissance dans les lignes droites. À deux tours de la fin, il est doublé par Daniel Ricciardo et se classe deuxième, creusant l'écart sur Hamilton qui a dû abandonner. Lors du Grand Prix d'Autriche qui fait son retour au calendrier après onze ans d'absence, Nico Rosberg part de la troisième place derrière une première ligne entièrement occupée par les Williams de Felipe Massa et Valtteri Bottas. Le lendemain, il obtient sa sixième victoire en Formule 1 grâce à une meilleure stratégie d'arrêt-changement de pneus que ses rivaux, portant son avance sur Hamilon à vingt-neuf points. En Grande-Bretagne, il part en pole position mais abandonne pour la première fois de la saison à cause d'un problème de boîte de vitesses ; s'il conserve la tête du championnat du monde, son coéquipier Hamilton, qui remporte la course, revient à quatre points. En remportant son Grand Prix national, qu'il mène de bout en bout après s'être élancé de la pole position, il porte l'écart à quatorze points sur Hamilton, troisième de la course.

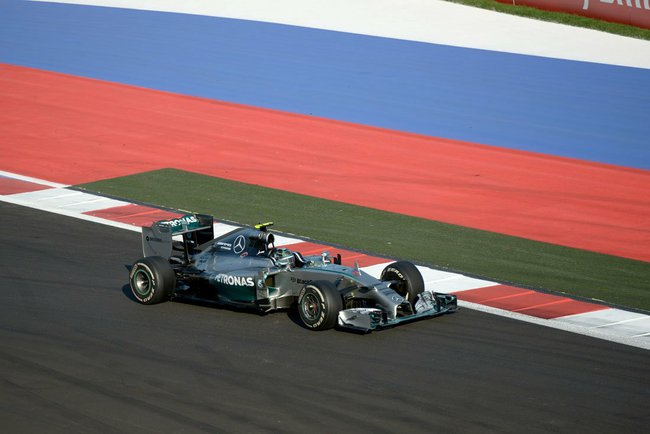
Nico Rosberg au Grand Prix de Russie.

En Hongrie, juste avant la pause estivale, il ne profite pas longtemps de sa pole position, piégé par la sortie de la voiture de sécurité ; son coéquipier, en difficulté avec ses freins, part en tête-à-queue et plonge au classement alors qu'il était déjà handicapé par son départ depuis les stands. Toutefois, Hamilton parvient à revenir jusqu'à la troisième place, juste devant Rosberg. Alors que les deux pilotes ont adopté deux stratégies différentes, Mercedes intime à plusieurs reprises à Hamilton de laisser passer Rosberg qui pourtant ne réussit pas à revenir au contact, Hamilton accroissant même son avance. Ricciardo remporte la course devant Alonso et Hamilton, Rosberg se classant quatrième, et voit Hamilton revenir à onze points. En Belgique, Rosberg, en pole position, est dépassé par Hamilton, qui l'accompagne en première ligne, dès le premier virage. Au deuxième tour, lors d'une tentative de dépassement, il heurte le Britannique qui, victime d'une crevaison, chute en fond de classement et finit par abandonner. Rosberg, qui doit changer son aileron avant, termine deuxième, à nouveau derrière Ricciardo. Il aborde ainsi les sept derniers Grand Prix avec vingt-neuf points d'avance. Lors du Grand Prix d'Italie, il profite d'un départ raté de Hamilton, en pole position, pour prendre le commandement de la course. Dans le vingt-neuvième tour, il rate son freinage à la première chicane, ce qui permet à Hamilton de repasser en tête et de gagner ; Rosberg, deuxième, assure un septième doublé à Mercedes en 2014 et voit Hamilton revenir à vingt-deux points.
À Singapour, qualifié en première ligne aux côtés de son coéquipier en pole position, il est victime d'ennuis électroniques qui le forcent à s'élancer depuis la voie des stands. Il abandonne un peu plus tard alors qu'Hamilton remporte la course et prend la tête du championnat du monde avec trois points d'avance. Au Japon, parti de la pole position, il s'incline peu après la mi-course derrière son coéquipier qui remporte une course interrompue après le grave accident de Jules Bianchi ; Rosberg est ainsi repoussé à dix points au classement du championnat. Il en va de même lors du premier Grand Prix de Russie de Formule 1, où il finit à nouveau deuxième derrière son coéquipier, non sans avoir tenté de lui ravir la première place au premier virage mais ratant son freinage et devant passer par les stands pour changer ses pneus. Aux États-Unis, il part en pole position, résiste vingt-trois tours aux assauts de Hamilton avant de céder au tour de suivant et de terminer à nouveau deuxième, laissant Hamilton remporter sa cinquième victoire consécutive, mais permet à Mercedes de réaliser son dixième doublé de la saison. Rosberg aborde les deux derniers Grands Prix avec vingt-quatre points de retard.
Au Brésil, en pole position devant son coéquipier, il remporte sa cinquième victoire de la saison quand Hamilton termine second, permettant à Mercedes de réaliser un onzième doublé en 2014, ce qui est un nouveau record de doublés en une saison, et réduit à dix-sept points l'écart au championnat du monde. Il aborde le Grand Prix de clôture, à Abou Dabi, toujours en champion du monde potentiel.
Le samedi, il réalise sa onzième et dernière pole position de la saison, devant son coéquipier. Au départ de la course, Rosberg s'élance mal et Hamilton lui ravit d'entrée de jeu le commandement ; il remporte la course et le championnat tandis que Rosberg, victime de problèmes moteur, dégringole au classement pour terminer à la quatorzième place, à un tour du vainqueur, son équipe lui proposant même d'abandonner à deux tours du but mais Rosberg refuse car il ne souhaite pas ajouter un abandon à cette défaite. Il termine ainsi vice-champion du monde avec 317 points, à 67 points d'Hamilton. Ce qui était d'assez loin sa meilleure saison jusqu'alors, s'étant battu pour le titre mondial pour la première fois.

### 2015: à nouveau vice-champion du monde
Qualifié en deuxième position derrière son coéquipier lors du Grand Prix inaugural en Australie, Nico Rosberg termine l'épreuve à la même place, toujours derrière Lewis Hamilton. Lors du Grand Prix de Malaisie, il se qualifie en troisième position. En début de course, il rentre au stand en même temps que son coéquipier pendant le régime de voiture de sécurité et, de fait, perd toute chance d'améliorer sa position durant l'épreuve qu'il termine à la troisième place à dix secondes du vainqueur Sebastian Vettel, qui lui ravit la deuxième place provisoire du championnat. En Chine, il monte sur son troisième podium consécutif grâce à une deuxième place. Une semaine plus tard, au Grand Prix de Bahreïn, alors qu'il évolue en deuxième position, il part à la faute sous la pression de Kimi Räikkönen et termine troisième ; il remonte toutefois à la deuxième place du championnat, mais pointe à déjà vingt-sept points d'Hamilton.

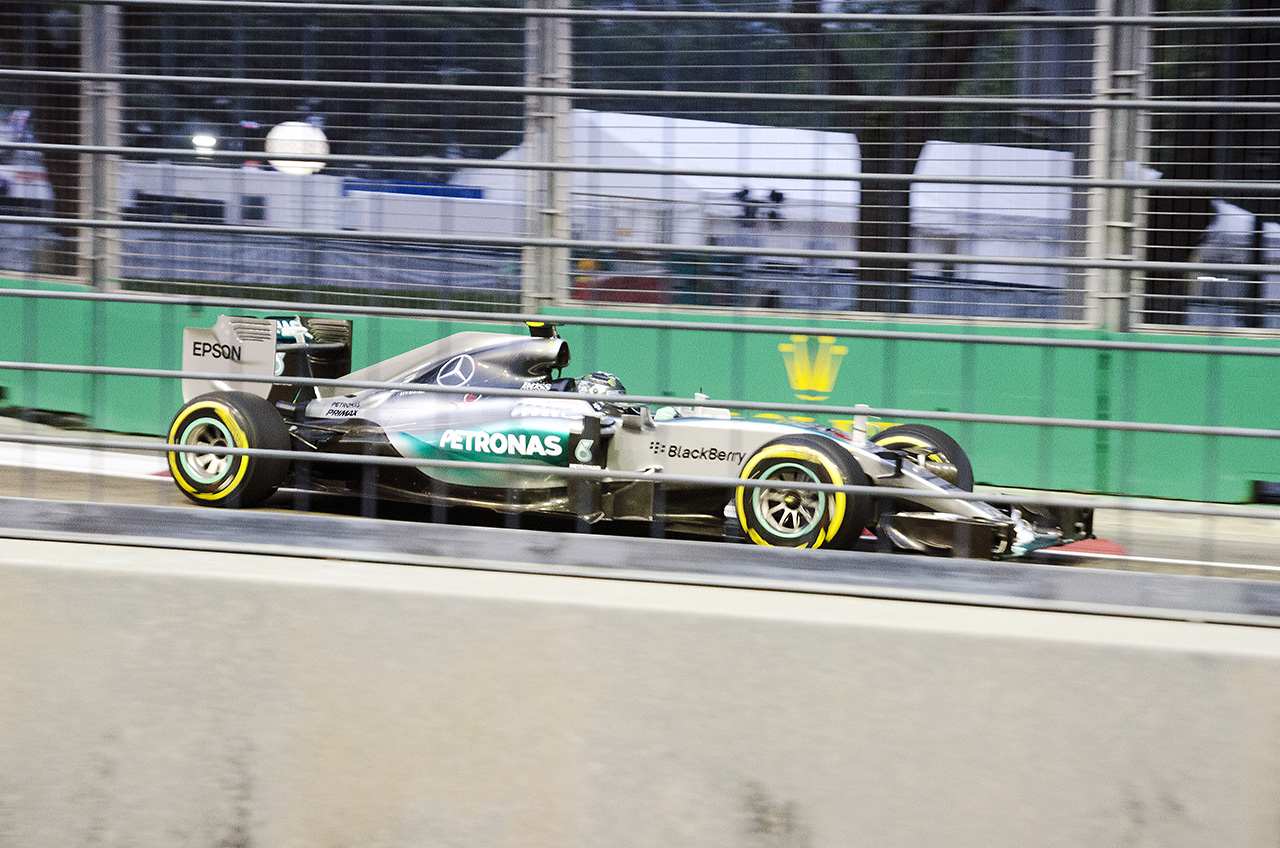
Nico Rosberg à Singapour en 2015.

Pour le retour en Europe, lors du Grand Prix d'Espagne, Nico Rosberg obtient sa première pole position de la saison, qu'il convertit en victoire, devant son équipier Hamilton. Deux semaines plus tard, sa victoire au Grand Prix de Monaco (sa troisième consécutive en principauté et sa deuxième consécutive, ce qui est une première depuis ses débuts en Formule 1), acquise après une erreur de Mercedes qui a fait faire un arrêt de trop à Hamilton, lui permet de revenir à dix points du Britannique au championnat du monde. Au Canada, il termine deuxième derrière son coéquipier mais inverse la tendance au Grand Prix d'Autriche, où qualifié en deuxième position sur la grille juste derrière son équipier, il réussit un meilleur envol et pointe en tête dès le premier virage, ce qui lui permet de remporter la onzième victoire de sa carrière et de se rapprocher à dix points de son rival en tête du championnat. En Grande-Bretagne, il s'élance à nouveau derrière Hamilton, en pole position, voit, comme son coéquipier, les Williams de Massa et Bottas, passer en tête, avant qu'une meilleure stratégie de la part de Mercedes ne ramène Hamilton et Rosberg en première et deuxième place, signant pour l'écurie allemande un sixième doublé et un neuvième double podium en neuf courses. En Hongrie, Rosberg s'élance en première ligne, mais il est, tout comme son coéquipier, en pole position, débordé par les deux Ferrari qui prennent la tête. Il profite de l'abandon de Kimi Räikkönen à la mi-course pour pointer à la deuxième place avant d'être victime d'une crevaison après avoir été touché par Daniel Ricciardo ; il termine huitième de l'épreuve et met ainsi fin à une série de neuf podiums consécutifs. Hamilton et Rosberg remettent les choses en ordre en Belgique en signant un nouveau doublé pour Mercedes.
Lors du Grand Prix d'Italie, alors qu'il se bat pour la deuxième place face à Vettel, son moteur explose dans les derniers tours ; ce premier abandon de la saison le repousse à 53 points d'Hamilton qui remporte l'épreuve. À Singapour, au volant d'une Mercedes moins à l'aise qu'à l'habitude, il se qualifie sixième, accompagnant Hamilton en troisième ligne, et finit quatrième, profitant de l'abandon de son équipier pour récupérer quelques points au championnat et revenir à 41 points. Au Japon, les Mercedes reviennent à leur place et Rosberg signe la pole position, mais Hamilton s'impose autoritairement au départ ; le Britannique remporte la course devant l'Allemand. En Russie, Rosberg obtient sa troisième pole position de la saison ; le lendemain en course, il garde la tête au terme du premier virage mais, après sept tours, il abandonne sur panne d'accélérateur. Vettel le repasse au championnat. Aux États-Unis, Nico Rosberg décroche de nouveau la pole position, mais la perd dès le premier virage de la course après une nouvelle manœuvre autoritaire de Hamilton. Toutefois il repasse en tête et mène le Grand Prix pendant la majeure partie de la course, mais il fait une erreur durant les derniers tours, offrant la victoire et son troisième titre de champion du monde à Lewis Hamilton.
Pour le retour de la Formule 1 au Mexique, il réalise une nouvelle pole position et obtient son premier hat trick en Formule 1. À l'issue de l'épreuve, il reprend la deuxième place du championnat du monde à Vettel qui a abandonné. Lors du Grand Prix du Brésil, il part de la pole position et s'impose, tout comme à Abou Dabi, signant une troisième victoire et une sixième pole position de rang. Il termine à nouveau vice-champion du monde, avec 322 points, soit cinquante-neuf de moins que Hamilton, et se sera montré moins menaçant pour ce dernier, en comparaison avec 2014.

### 2016: champion du monde et retrait de la Formule 1
Nico Rosberg, qualifié en première ligne derrière son équipier Lewis Hamilton lors du Grand Prix inaugural en Australie, profite de l'interruption de la course sur drapeau rouge après l'accident de Fernando Alonso pour changer de stratégie et obtenir son premier succès de la saison, menant le championnat pour la première fois depuis un an et demi. À Bahreïn, il remporte sa cinquième victoire consécutive, autant que son père Keke Rosberg dans toute sa carrière. Comme quinze jours plus tôt à Melbourne, qualifié en deuxième position derrière son coéquipier qui manque à nouveau son départ, il prend la tête de la course et la conserve jusqu'au drapeau à damier. Au Grand Prix de Chine, il réalise sa première pole position de la saison et obtient une nouvelle victoire. Avec dix-sept victoires, il devient le pilote comptant le plus de succès sans avoir remporté de titre mondial. En Russie, il remporte sa quatrième victoire consécutive de la saison, réalise son second hat trick et son premier chelem dans la discipline. Sa série de sept victoires consécutives (commencée en 2015) en fait l'égal d'Alberto Ascari (à cheval sur 1952 et 1953) et de Michael Schumacher (en 2004), à deux succès du record détenu par Sebastian Vettel en 2013. Après quatre courses, il affiche ainsi un score de 100 points sur 100 possibles et possède 43 points d'avance sur Lewis Hamilton.
Pour le retour en Europe, lors du Grand Prix d'Espagne, Nico Rosberg se hisse sur la première ligne de la grille de départ. Le lendemain, il prend le meilleur sur Lewis Hamilton au premier virage et les Mercedes sont dans une intense lutte dès les premiers mètres de course. Avant le quatrième virage, dans la ligne droite, Hamilton tente de déborder Rosberg à droite, ce dernier n'hésite pas à tasser son coéquipier, qui insiste, part à la faute, et finit par percuter Rosberg, ce qui provoque le double abandon des Mercedes. Kimi Räikkönen, deuxième de la course, se hisse à la deuxième place du championnat et revient à 39 points de Rosberg. À Monaco, Rosberg part deuxième derrière Daniel Ricciardo mais, sous la pluie, ne termine que septième, au coude-à-coude avec Nico Hülkenberg, alors qu'Hamilton s'impose et revient à vingt-quatre points au championnat. Au Canada, il s'élance en première ligne mais, après un contact avec son équipier dans le premier virage, il sort de la piste et se retrouve neuvième. En fin d'épreuve, alors qu'il presse Max Verstappen, il part à la faute et termine cinquième ; Hamilton, vainqueur, revient à déjà neuf points.

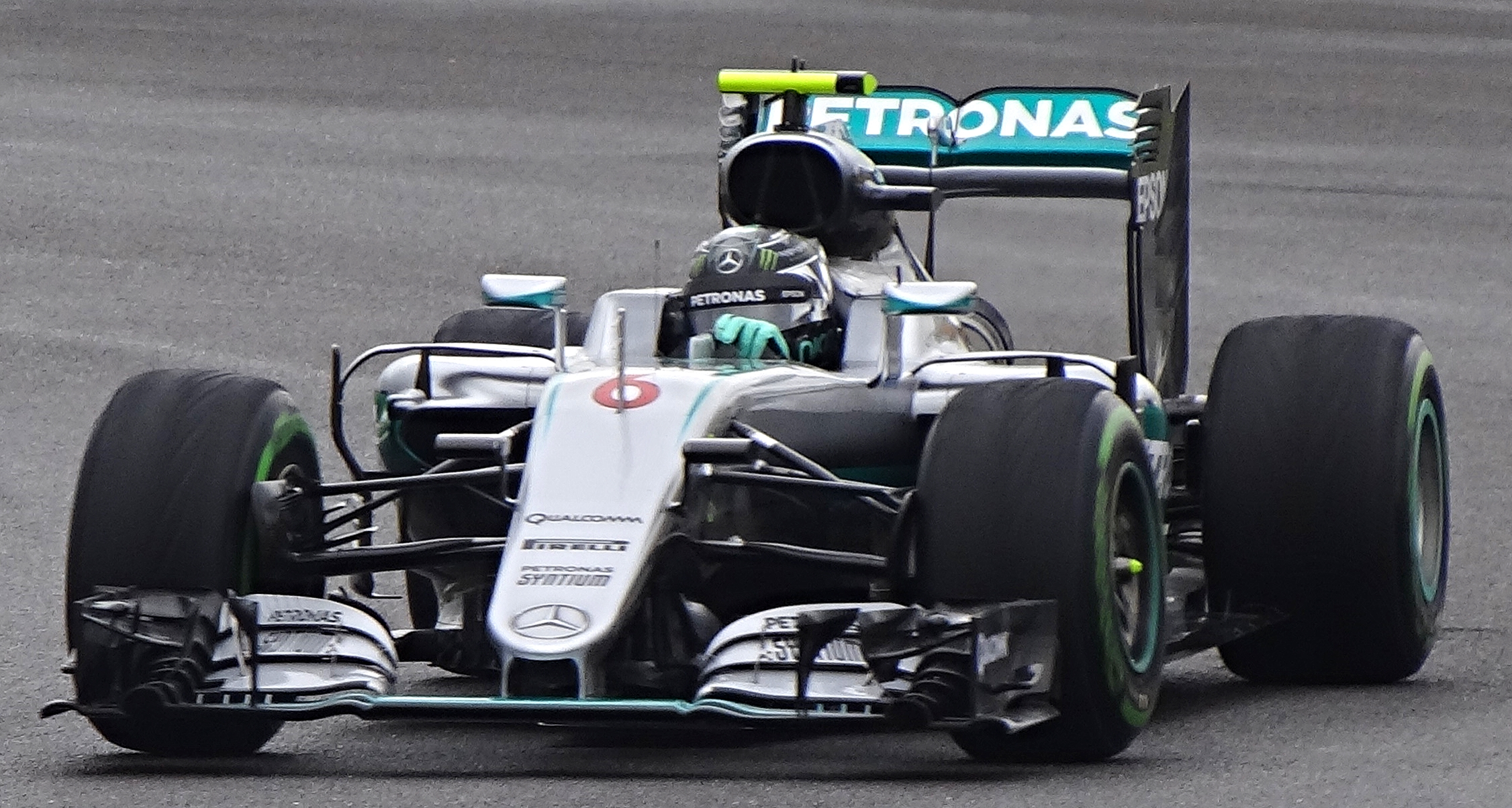
Rosberg durant le Grand Prix de Grande-Bretagne 2016.

À l'occasion du retour du Grand Prix d'Europe, sur le circuit urbain de Bakou, il s'impose une nouvelle fois et porte l'écart à vingt-quatre points sur Hamilton, cinquième de la course. En Autriche, il réalise le deuxième temps des qualifications derrière Hamilton mais part sixième car rétrogradé pour changement de boîte de vitesses. Le lendemain, il remonte aisément sur la tête de course, s'en empare, et lui et Hamilton se tiennent en quelques dixièmes de seconde à l'entame du dernier tour. Les deux Mercedes s'accrochent une nouvelle fois, et Hamilton l'emporte tandis que Rosberg, aileron avant cassé, termine quatrième et voit Hamilton revenir à onze points. La situation ne s'arrange pas en Grande-Bretagne. Il se qualifie deuxième derrière son coéquipier, et les Mercedes terminent cette course pluvieuse initialement à ces positions de premier et deuxième, obtenant un nouveau doublé, mais Rosberg, victime en course de problème de boîte de vitesses, se voit infliger une pénalité de dix secondes pour avoir reçu des instructions alors interdites par le règlement, Mercedes lui recommandant de ne pas utiliser le septième rapport. Il rétrograde finalement à la troisième place derrière Verstappen et voit Hamilton revenir à un seul point. À l'issue du Grand Prix de Hongrie qu'il termine deuxième derrière Hamilton, il perd la tête du championnat pilote au bénéfice de son coéquipier. Pour son Grand Prix national, qualifié en pole position devant son coéquipier Hamilton, il manque son départ, ce qui lui vaut d'être dépassé instantanément par l'Anglais, Verstappen, et Ricciardo, derrière lesquels il termine la course, pénalisé, de plus de cinq secondes pour avoir emmené le Néerlandais hors-piste. À l'issue de cette course, il compte dix-neuf points de retard sur son coéquipier, qui conserve la tête du championnat du monde, et semble progressivement laisser passer la nouvelle chance qui lui est offerte de devenir enfin champion du monde.
En Belgique, après la pause estivale, Rosberg, après avoir réalisé la pole position, obtient sa première victoire sur le circuit des Ardennes, ce qui lui permet de revenir à neuf points de la tête du championnat. Une semaine plus tard en Italie, il s'élance deuxième mais profite du mauvais départ de Hamilton pour s'emparer de la tête et remporter la course. Le voilà revenu à deux points. À Singapour, pour son 200e Grand Prix, il s'élance en pole position, remporte la course et reprend la tête du championnat. Dès le premier virage du Grand Prix de Malaisie, Sebastian Vettel l'envoie en tête à queue ; relégué en fond de classement, il remonte au fil des tours et termine troisième quand son équipier, qui caracole en tête, est victime d'une rarissime casse moteur à quinze tours de l'arrivée. C'est le tournant de la fin de saison puisque Rosberg porte son avance sur Hamilton à 23 points. Une semaine plus tard, Rosberg réalise sa trentième pole position et remporte, à Suzuka, sa vingt-troisième victoire ; il possède 33 points d'avance sur son plus proche rival au championnat. Pouvant gérer son avance lors des quatre derniers Grands Prix de la saison, il termine second du Grand Prix des États-Unis derrière son coéquipier et réitère sa performance au Mexique et lors du Grand Prix du Brésil, sous une pluie battante. À Abou Dabi, il s'élance de la deuxième place derrière son coéquipier ; après son arrêt au stand, et prend le meilleur sur le Néerlandais pour obtenir une nouvelle deuxième place ; au terme de l'épreuve, il devient, trente quatre ans après son père, champion du monde de Formule 1 en battant Hamilton de cinq points. Il est le troisième champion du monde sur Mercedes après Juan Manuel Fangio et Lewis Hamilton, le troisième allemand après Michael Schumacher et Sebastian Vettel et le deuxième fils de champion du monde à rejoindre son père au palmarès, le premier depuis Damon Hill en 1996.

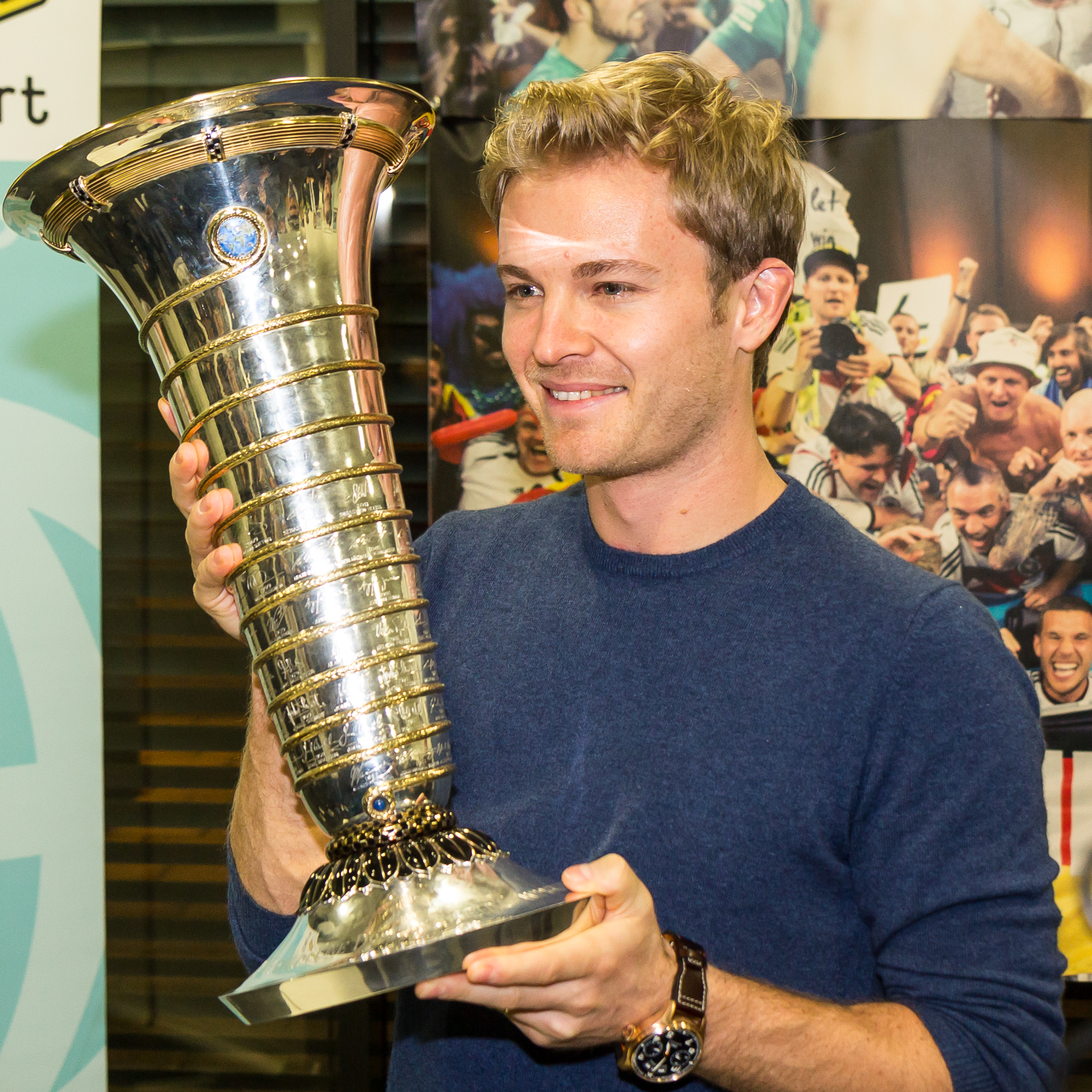
Nico Rosberg avec son trophée de champion du monde de Formule 1 2016.

Le 2 décembre 2016, cinq jours après son titre, il annonce sa retraite de la Formule 1 alors qu'il était reconduit chez Mercedes aux côtés de Lewis Hamilton pour la saison 2017. Il annonce sur Facebook et Twitter : « En 25 ans de sport automobile, mon seul rêve a été de devenir champion du monde de Formule 1. À travers un dur travail, la douleur, les sacrifices, cela est resté mon seul objectif. Maintenant, je l'ai fait, j'ai grimpé ma montagne, c'est donc le bon moment. Cette saison a été incroyablement dure, j'ai poussé comme un dingue dans tous les domaines après mes déceptions des deux saisons précédentes, elles ont fait monter ma motivation  à un niveau que je ne connaissais pas. Et cela a, bien sûr, eu un impact sur les gens que j'aime. Ça a été très très difficile et je ne veux pas revivre cela. » Il parle également de l'énorme pression qu'il a subie après sa victoire à Suzuka alors qu'avec 33 points d'avance sur son coéquipier à quatre Grands Prix de la fin de la saison, il avait son « destin en mains », expliquant que c'est à ce point qu'il a commencé à penser à la retraite s'il devenait champion du monde. Il avoue également avoir pensé, au matin du Grand Prix d'Abou Dabi, que ce serait sans doute sa dernière course et qu'il a vécu « les plus intenses 55 tours de sa vie ». Nico Rosberg a pris sa décision au lendemain de son sacre et les premières personnes informées ont été sa femme Vivian, Georg son manager et Toto Wolff. Il dit enfin : « Ma plus grande réussite en sport automobile sera toujours d'avoir gagné le championnat avec cette incroyable équipe, celle des Flèches d'Argent ». Nico Rosberg est le quatrième pilote à arrêter sa carrière en Formule 1 sur un titre mondial après Mike Hawthorn en 1958, Jackie Stewart en 1973 et Alain Prost en 1993.

### Depuis 2017: l'après-Formule 1
En 2017, pour sa première année en dehors des circuits, Nico Rosberg se concentre davantage sur sa vie de famille. Il commente également quelques Grands Prix  au micro de Sky Sports et devient le manager de Robert Kubica, dans l'optique d'effectuer un retour en Formule 1 en 2018 pour ce dernier.
Il s'occupe également plus de sa chaîne YouTube, ouverte en 2011, dans laquelle il poste des vlogs et revient, de temps à autre, sur sa carrière en Formule 1.

## Paradis fiscaux
D'après ARD, le contrat conclu par Nico Rosberg et l'écurie Mercedes figurerait dans les Panama Papers, des documents confidentiels provenant du cabinet d'avocat panaméen Mossack Fonseca. Le contrat aurait été « conclu avec une entreprise baptisée Ambitious Group Limited » et domiciliée aux îles Vierges britanniques. Elle « appartien(drait) officiellement à deux autres entreprises dont le siège est aux îles Jersey [...] et (serait) administrée par le cabinet d'avocat Mossack Fonseca ». L'adresse de la société écran aux îles Vierges britanniques serait « la même que celle sous laquelle des centaines d'autres entreprises sont enregistrées dans les dossiers de Mossack Fonseca ». Toutefois, il « n'est pas clair que de l'argent ait transité par cette société » et il « n'y a pas d'éléments dans les documents indiquant que Daimler AG (maison mère de l'écurie Mercedes) ou Nico Rosberg se soient rendus passibles de sanctions »,,.

## Vie privée et loisirs
Nico Rosberg est marié à son amour d'enfance, Vivian Sibold, une architecte d'intérieur,, diplômée de l'Istituto Europeo di Design de Milan,. Née le 15 mai 1985  à Hambourg,, elle est la fille de Bernd Wegener, un homme d'affaires, et de Christina Sibold, la présidente de l'agence Fashion Royal PR,. Ses parents sont des amis de longue date de ceux de Nico. En couple depuis 2007, Nico et Vivian se sont mariés le 11 juillet 2014,,.
Nico et Vivian sont les parents de deux filles prénommées Alaïa et Naila,. Ils partagent leur vie entre Monaco, leur résidence principale, et Ibiza.
Grand amateur de football, Nico est un supporter du Bayern Munich. Nico pratique le triathlon. Ses qualités de nageur lui ont permis de sauver un garçon de cinq ans de la noyade,,.

## Honneurs et distinctions
En mars 2011, Nico Rosberg est lauréat du trophée Lorenzo Bandini qui lui est remis en juin,.
Le 4 février 2012, il est fait citoyen d'honneur de Wiesbaden en signant le Livre d'or (Goldenes Buch) de sa ville natale.
Le 14 février 2017, il remporte, à Monaco, le Laureus World Sports Awards catégorie « Révélation de l'année ». Il déclare : « J'ai grandi à 40 mètres d'ici, dans le bâtiment d'à côté. Quand j'avais 14 ans, je regardais cette cérémonie depuis le balcon, avec la télé allumée à mes côtés pour la suivre. Je me souviens de Mandela qui se tenait debout sur cette même scène. Depuis ce jour, cela avait toujours été mon rêve de me tenir ici un jour et c’est un sentiment incroyable que cela soit arrivé ce soir. »

## Résultats sportifs

### Résultats en GP2 Series
| Saison | Écurie         | Courses disputées | Pole positions | Meilleurs tours | Victoires | Points inscrits | Classement |
| ------ | -------------- | ----------------- | -------------- | --------------- | --------- | --------------- | ---------- |
| 2005   | ART Grand Prix | 23                | 4              | 5               | 5         | 120             | Champion   |

### Résultats en championnat du monde de Formule 1
- 11 saisons en Formule 1.
- 206 départs en Grands Prix.
- 60 départs en 1re ligne.
- 30 pole positions.
- 23 victoires.
- 57 podiums.
- 20 meilleurs tours en course.
- 3 hat tricks.
- 1 594,5 points marqués.
- 133 arrivées dans les points.
- 1 532 tours en tête.
- 7 581 kilomètres en tête.
- 32 abandons.
- Débuts en Formule 1 : le 12 mars 2006 au Grand Prix de Bahreïn, sur le circuit de Sakhir – 7e.
- Première pole position : le 14 avril 2012 au Grand Prix de Chine, sur le circuit de Shanghai.
- Première victoire : le 15 avril 2012 au Grand Prix de Chine, sur le circuit de Shanghai.

| Saison | Écurie                        | Châssis                    | Moteur                  | Pneus       | GP disputés | Victoires | Pole positions | Meilleurs tours | Podiums | Dans les points | Abandons | Points inscrits | Classement |
| ------ | ----------------------------- | -------------------------- | ----------------------- | ----------- | ----------- | --------- | -------------- | --------------- | ------- | --------------- | -------- | --------------- | ---------- |
| 2006   | Williams F1 Team              | FW28                       | Cosworth V8             | Bridgestone | 18          | 0         | 0              | 1               | 0       | 2               | 9        | 4               | 17e        |
| 2007   | AT&T Williams                 | FW29                       | Toyota V8               | Bridgestone | 17          | 0         | 0              | 0               | 0       | 7               | 4        | 20              | 9e         |
| 2008   | AT&T Williams                 | FW30                       | Toyota V8               | Bridgestone | 18          | 0         | 0              | 0               | 2       | 5               | 2        | 17              | 13e        |
| 2009   | AT&T Williams                 | FW31                       | Toyota V8               | Bridgestone | 17          | 0         | 0              | 1               | 0       | 11              | 1        | 34,5            | 7e         |
| 2010   | Mercedes GP Petronas F1 Team  | Mercedes-Benz MGP W01      | Mercedes V8             | Bridgestone | 19          | 0         | 0              | 0               | 3       | 15              | 3        | 142             | 7e         |
| 2011   | Mercedes GP Petronas F1 Team  | Mercedes-Benz MGP W02      | Mercedes V8             | Pirelli     | 19          | 0         | 0              | 0               | 0       | 14              | 2        | 89              | 7e         |
| 2012   | Mercedes AMG Petronas F1 Team | Mercedes AMG F1 W03        | Mercedes V8             | Pirelli     | 20          | 1         | 1              | 2               | 2       | 10              | 3        | 93              | 9e         |
| 2013   | Mercedes AMG Petronas F1 Team | Mercedes AMG F1 W04        | Mercedes V8             | Pirelli     | 19          | 2         | 3              | 0               | 4       | 15              | 3        | 171             | 6e         |
| 2014   | Mercedes AMG Petronas F1 Team | Mercedes AMG F1 W05 Hybrid | Mercedes PU106A hybride | Pirelli     | 19          | 5         | 11             | 5               | 15      | 16              | 2        | 317             | 2e         |
| 2015   | Mercedes AMG Petronas F1 Team | Mercedes AMG F1 W06 Hybrid | Mercedes PU106B hybride | Pirelli     | 19          | 6         | 7              | 5               | 15      | 17              | 2        | 322             | 2e         |
| 2016   | Mercedes AMG Petronas F1 Team | Mercedes AMG F1 W07 Hybrid | Mercedes PU106C hybride | Pirelli     | 21          | 9         | 8              | 6               | 16      | 20              | 1        | 385             | Champion   |

| 2006          | Williams F1 Team              | Williams FW26              | Cosworth V8 CA2006               | B | TUR 7e   | MAL Abd. | AUS Abd. | SMR 11e  | EUR 7e   | ESP 11e  | MON Abd. | GBR 11e | CAN Abd. | USA 9e   | FRA 14e | ALL Abd. | HON Abd. | TUR Abd. | ITA Abd. | CHI 11e  | JAP 10e  | BRÉ Abd. |         |         |        | 17e      | 4    |
| 2007          | AT&T Williams                 | Williams FW28              | Toyota V8 RVX-07                 | B | AUS 7e   | MAL Abd. | BAH 10e  | ESP 6e   | MON 12e  | CAN 10e  | USA 16e  | FRA 9e  | GBR 12e  | EUR Abd. | HON 7e  | TUR 7e   | ITA 6e   | BEL 6e   | JAP Abd. | CHI 16e  | BRÉ 4e   |          |         |         |        | 9e       | 20   |
| 2008          | AT&T Williams                 | Williams FW30              | Toyota V8 RVX-08                 | B | AUS 3e   | MAL 14e  | BAH 8e   | ESP Abd. | TUR 8e   | MON Abd. | CAN 10e  | FRA 16e | GBR 9e   | ALL 10e  | HON 14e | EUR 8e   | BEL 12e  | ITA 14e  | SIN 2e   | JAP 11e  | CHI 15e  | BRÉ 12e  |         |         |        | 13e      | 17   |
| 2009          | AT&T Williams                 | Williams FW31              | Toyota V8 RVX-09                 | B | AUS 6e   | MAL 8e   | CHI 15e  | BAH 9e   | ESP 8e   | MON 6e   | TUR 5e   | GBR 5e  | ALL 4e   | HON 4e   | EUR 5e  | BEL 8e   | ITA 16e  | SIN 11e  | JAP 5e   | BRÉ Abd. | ABU 9e   |          |         |         |        | 7e       | 34,5 |
| 2010          | Mercedes GP Petronas F1 Team  | Mercedes-Benz MGP W01      | Mercedes V8 FO 108X              | B | BAH 5e   | AUS 5e   | MAL 3e   | CHN 3e   | ESP 13e  | MON 7e   | TUR 5e   | CAN 6e  | EUR 10e  | GBR 3e   | ALL 8e  | HON Abd. | BEL 6e   | ITA 5e   | SIN 5e   | JAP 17e* | COR Abd. | BRA 6e   | ABU 4e  |         |        | 7e       | 142  |
| 2011          | Mercedes GP Petronas F1 Team  | Mercedes-Benz MGP W02      | Mercedes V8 FO 108Y              | P | AUS Abd. | MAL 12e  | CHN 5e   | TUR 5e   | ESP 7e   | MON 11e  | CAN 11e  | EUR 7e  | GBR 6e   | ALL 7e   | HON 9e  | BEL 6e   | ITA Abd. | SIN 6e   | JPN 10e  | COR 8e   | IND 6e   | ABU 6e   | BRE 7e  |         |        | 7e       | 89   |
| 2012          | Mercedes AMG Petronas F1 Team | Mercedes AMG F1 W03        | Mercedes V8 FO 108Z              | P | AUS 12e  | MAL 13e  | CHI 1er  | BAH 5e   | ESP 7e   | MON 2e   | CAN 6e   | EUR 6e  | GBR 15e  | ALL 10e  | HON 10e | BEL 11e  | ITA 7e   | SIN 5e   | JPN Abd. | COR Abd. | IND 11e  | ABU Abd. | USA 13e | BRE 15e |        | 9e       | 93   |
| 2013          | Mercedes AMG Petronas F1 Team | Mercedes AMG F1 W04        | Mercedes V8 FO 108F              | P | AUS Abd. | MAL 4e   | CHI Abd. | BAH 9e   | ESP 6e   | MON 1er  | CAN 5e   | GBR 1er | ALL 9e   | HON 19e* | BEL 4e  | ITA 6e   | SIN 4e   | COR 7e   | JPN 8e   | IND 2e   | ABU 3e   | USA 9e   | BRE 5e  |         |        | 6e       | 171  |
| 2014          | Mercedes AMG Petronas F1 Team | Mercedes AMG F1 W05        | Mercedes V6 turbo hybride PU106A | P | AUS 1er  | MAL 2e   | BAH 2e   | CHI 2e   | ESP 2e   | MON 1er  | CAN 2e   | AUT 1er | GBR Abd. | ALL 1er  | HON 4e  | BEL 2e   | ITA 2e   | SIN Abd. | JPN 2e   | RUS 2e   | USA 2e   | BRE 1er  | ABU 14e |         |        | 2e       | 317  |
| 2015          | Mercedes AMG Petronas F1 Team | Mercedes AMG F1 W06 Hybrid | Mercedes V6 turbo hybride PU106B | P | AUS 2e   | MAL 3e   | CHI 2e   | BAH 3e   | ESP 1er  | MON 1er  | CAN 2e   | AUT 1er | GBR 2e   | HON 8e   | BEL 2e  | ITA 17e* | SIN 4e   | JPN 2e   | RUS Abd. | USA 2e   | MEX 1er  | BRE 1er  | ABU 1er |         |        | 2e       | 322  |
| 2016          | Mercedes AMG Petronas F1 Team | Mercedes AMG F1 W07 Hybrid | Mercedes V6 turbo hybride PU106C | P | AUS 1er  | BAH 1er  | CHN 1er  | RUS 1er  | ESP Abd. | MON 7e   | CAN 5e   | EUR 1er | AUT 4e   | GBR 3e   | HON 2e  | ALL 4e   | BEL 1er  | ITA 1er  | SIN 1er  | MAL 3e   | JPN 1er  | USA 2e   | MEX 2e  | BRE 2e  | ABU 2e | Champion | 385  |
| Légende : ici |                               |                            |                                  |   |          |          |          |          |          |          |          |         |          |          |         |          |          |          |          |          |          |          |         |         |        |          |      |

### Victoires en championnat du monde de Formule 1
| #  | Année | Manche | Date              | Grand Prix      | Circuit           | Position de départ | Écurie   | Voiture |
| -- | ----- | ------ | ----------------- | --------------- | ----------------- | ------------------ | -------- | ------- |
| 1  | 2012  | 03/20  | 15 avril 2012     | Chine           | Shanghai          | Pole position      | Mercedes | F1 W03  |
| 2  | 2013  | 06/19  | 26 mai 2013       | Monaco          | Monaco            | Pole position      | Mercedes | F1 W04  |
| 3  | 2013  | 08/19  | 30 juin 2013      | Grande-Bretagne | Silverstone       | 2e                 | Mercedes | F1 W04  |
| 4  | 2014  | 01/19  | 16 mars 2014      | Australie       | Albert Park       | 3e                 | Mercedes | F1 W05  |
| 5  | 2014  | 06/19  | 25 mai 2014       | Monaco          | Monaco            | Pole position      | Mercedes | F1 W05  |
| 6  | 2014  | 08/19  | 22 juin 2014      | Autriche        | Red Bull Ring     | 3e                 | Mercedes | F1 W05  |
| 7  | 2014  | 10/19  | 20 juillet 2014   | Allemagne       | Hockenheimring    | Pole position      | Mercedes | F1 W05  |
| 8  | 2014  | 18/19  | 9 novembre 2014   | Brésil          | Interlagos        | Pole position      | Mercedes | F1 W05  |
| 9  | 2015  | 05/19  | 10 mai 2015       | Espagne         | Catalogne         | Pole position      | Mercedes | F1 W06  |
| 10 | 2015  | 06/19  | 24 mai 2015       | Monaco          | Monaco            | 2e                 | Mercedes | F1 W06  |
| 11 | 2015  | 08/19  | 21 juin 2015      | Autriche        | Red Bull Ring     | 2e                 | Mercedes | F1 W06  |
| 12 | 2015  | 17/19  | 1er novembre 2015 | Mexique         | Mexico            | Pole position      | Mercedes | F1 W06  |
| 13 | 2015  | 18/19  | 15 novembre 2015  | Brésil          | Interlagos        | Pole position      | Mercedes | F1 W06  |
| 14 | 2015  | 19/19  | 29 novembre 2015  | Abou Dabi       | Yas Marina        | Pole position      | Mercedes | F1 W06  |
| 15 | 2016  | 01/21  | 20 mars 2016      | Australie       | Albert Park       | 2e                 | Mercedes | F1 W07  |
| 16 | 2016  | 02/21  | 3 avril 2016      | Bahreïn         | Sakhir            | 2e                 | Mercedes | F1 W07  |
| 17 | 2016  | 03/21  | 17 avril 2016     | Chine           | Shanghai          | Pole position      | Mercedes | F1 W07  |
| 18 | 2016  | 04/21  | 1er mai 2016      | Russie          | Sotchi            | Pole position      | Mercedes | F1 W07  |
| 19 | 2016  | 08/21  | 19 juin 2016      | Europe          | Bakou             | Pole position      | Mercedes | F1 W07  |
| 20 | 2016  | 13/21  | 28 août 2016      | Belgique        | Spa-Francorchamps | Pole position      | Mercedes | F1 W07  |
| 21 | 2016  | 14/21  | 4 septembre 2016  | Italie          | Monza             | 2e                 | Mercedes | F1 W07  |
| 22 | 2016  | 15/21  | 18 septembre 2016 | Singapour       | Singapour         | Pole position      | Mercedes | F1 W07  |
| 23 | 2016  | 17/21  | 9 octobre 2016    | Japon           | Suzuka            | Pole position      | Mercedes | F1 W07  |